# Sanyo-Onoda
Sanyo-Onoda (山陽小野田市 -shi) é uma cidade japonesa localizada na província de Yamaguchi.
Em 2003, a cidade tinha uma população estimada em 44 953 habitantes e uma densidade populacional de 1 044,20 h/km². Tem uma área total de 43,05 km².
Recebeu o estatuto de cidade a 3 de Novembro de 1940.